# Scolelepis acuta
Scolelepis acuta är en ringmaskart som först beskrevs av Treadwell 1914.  Scolelepis acuta ingår i släktet Scolelepis och familjen Spionidae. Inga underarter finns listade i Catalogue of Life.